# Молдова на Сурдлимпийских играх
Молдова участвует в летних Сурдлимпийских играх с Игр 1993 года (не участвовали в Играх 2005, 2009, 2022 годов), в зимних Сурдлимпийских играх не участвовали ни разу.
В период с 1957 по 1991 молдавские спортсмены участвовали в Играх как часть команды СССР.

## Медальный зачёт

### Медали летних Сурдлимпийских игр
| Год  | Золото | Серебро | Бронза | Всего |
| 1997 | 0      | 1       | 0      | 1     |
| 2013 | 0      | 0       | 1      | 1     |